# Stier (sterrenbeeld)

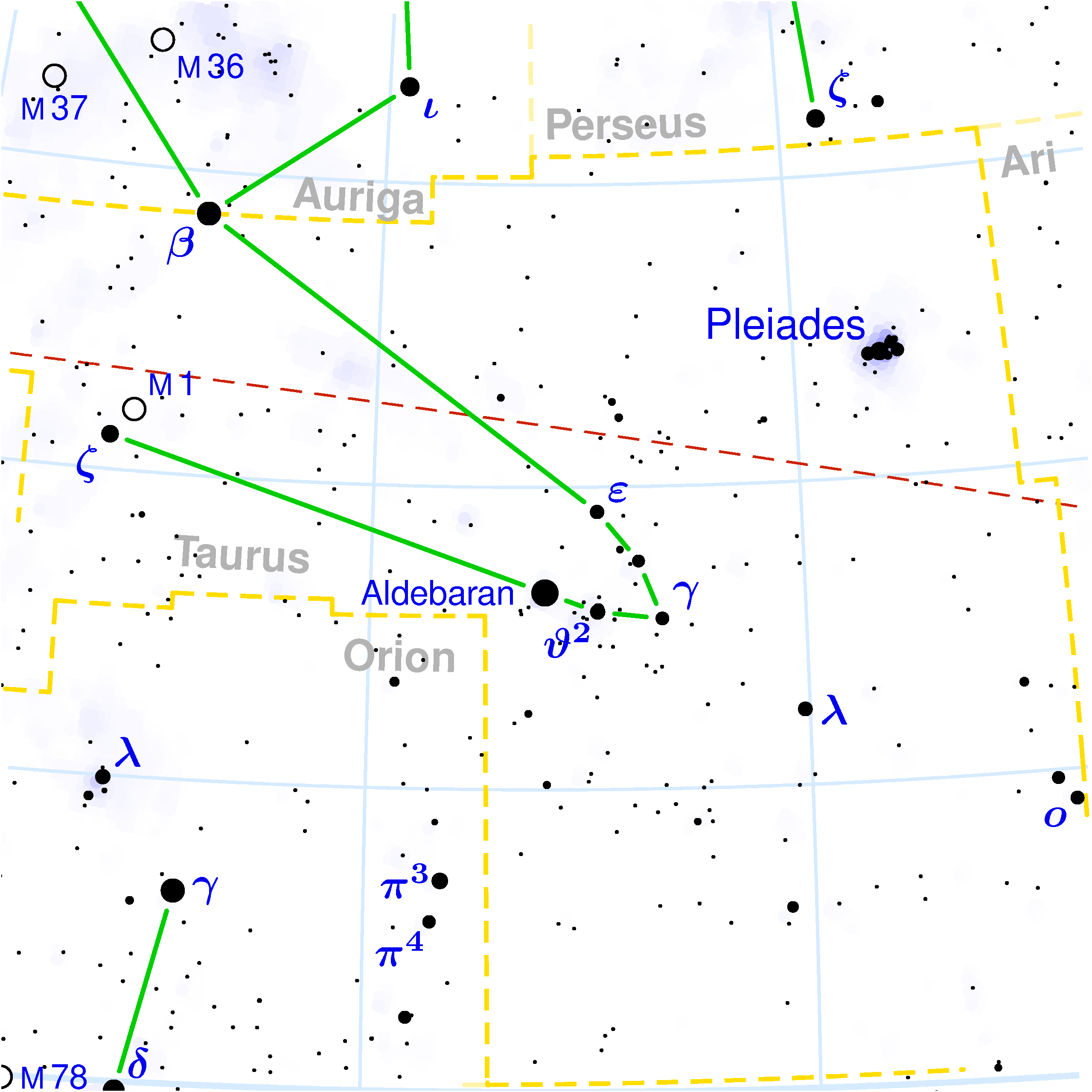
Kaart van het sterrenbeeld Stier

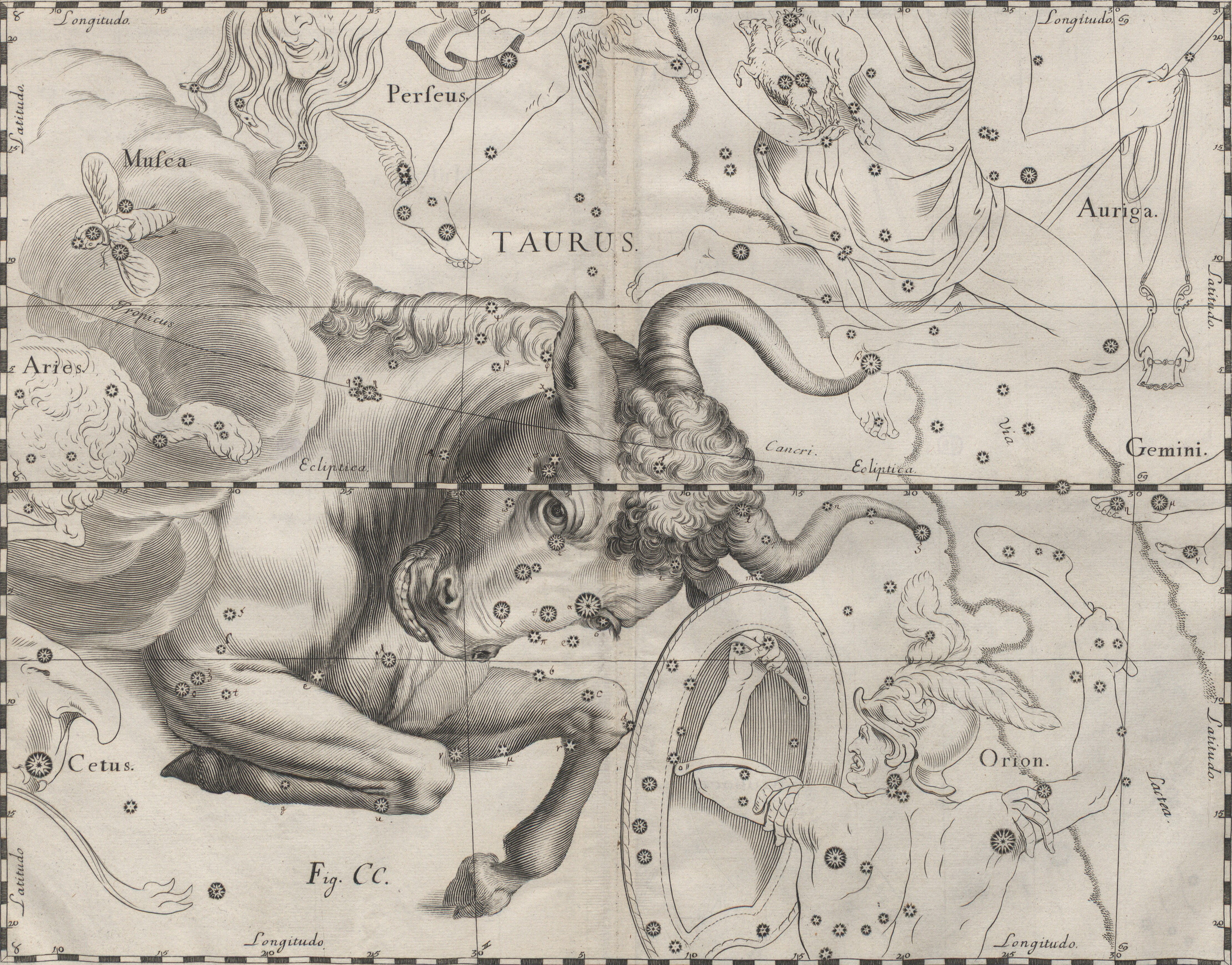
Klassieke weergave van het sterrenbeeld Stier

Stier (Taurus, afkorting Tau) is een sterrenbeeld net ten noorden van de hemelequator. Het ligt tussen rechte klimming 3u20m en 5u58m en tussen declinatie +31° en 0°. De ecliptica loopt door dit sterrenbeeld, het maakt dus deel uit van de dierenriem. De Zon staat in Stier van 14 mei tot 21 juni.

## Sterren
(in volgorde van afnemende helderheid)
- Aldebaranh (α, alpha Tauri)
- Al Nath (β, beta Tauri)
- Alcyonep (η, eta Tauri)
- Ainh, (ε, epsilon Tauri)
- Atlasp (27 Tauri)
- Hyadum Ih (γ, gamma Tauri)
- Electrap (17 Tauri)
- Hyadum IIh (δ, delta Tauri)
- Maiap (20 Tauri)
- Meropep (23 Tauri)
- Taygetap (19 Tauri)
- Pleionep (28 Tauri)
- Celaenop (16 Tauri)
- Asteropep (21 Tauri)
- Sterope IIp (22 Tauri)

## Wat is er verder te zien?
Het sterrenbeeld bevat twee open sterrenhopen, waarvan verschillende leden met het blote oog zijn te zien, de (p) Plejaden (M45) en de (h) Hyaden.
Bij donkere hemel is de Krabnevel (M1) als een vaag vlekje te zien met een grote verrekijker of telescoop. De Krabnevel is het restant van SN 1054, een supernova die in het jaar 1054 te zien was.
In de Stier is ook een deel van het Taurus/Auriga complex, een verzameling absorptienevels waarin sterren van lage massa worden gevormd.

## Wanneer het best te zien?
Stier kan in het algemeen het best worden geobserveerd vanaf oktober tot maart. De beste tijd om deze sterrengroep te zien is midden januari omstreeks negen uur 's avonds.

## Aangrenzende sterrenbeelden
(met de wijzers van de klok mee)
- Voerman (Auriga)
- Perseus
- Ram (Aries)
- Walvis (Cetus)
- Eridanus (Rivier Eridanus)
- Orion
- Tweelingen (Gemini)